# Popillia discissa
Popillia discissa är en skalbaggsart som beskrevs av Ohaus 1897. Popillia discissa ingår i släktet Popillia och familjen Rutelidae. Inga underarter finns listade i Catalogue of Life.